# ایوون راینر
ایوون راینر (انگلیسی: Yvonne Rainer؛ زادهٔ ۲۴ نوامبر ۱۹۳۴) کارگردان فیلم، فیلم‌نامه‌نویس، طراح رقص، و رقصنده اهل ایالات متحده آمریکا است.
وی همچنین برندهٔ جوایزی همچون کمک‌هزینه گوگنهایم شده‌است.